# آن ستروثر
آن ستروثر (بالإنجليزية: Ann Strother)‏ مواليد 11 ديسمبر 1983، هي لاعبة كرة سلة أمريكية معتزلة أصبحت مدربة. بدأت مسيرتها الاحترافية في سنة 2006. تم اختيارها من قبل فريق هيوستن كومتز خلال الدرافت. اعتزلت اللعب في 2008.

## المسيرة الاحترافية
لعبت مع فينيكس ميركوري في سنة 2006، ثم لعبت مع إنديانا فيفر في سنة 2007، ثم لعبت مع أتلانتا دريم في سنة 2008.

## روابط خارجية
- آن ستروثر على موقع الاتحاد الدولي لكرة السلة (الإنجليزية)
- آن ستروثر على موقع الاتحاد الوطني لكرة السلة النسائية (الإنجليزية)
- آن ستروثر على موقع fiba3x3.com (الإنجليزية)
- آن ستروثر على موقع كرة السلة الأوروبية.كوم (الإنجليزية)
- آن ستروثر على موقع كلية كرة السلة في سبورتس رفرنس.كوم (الإنجليزية)
- آن ستروثر على موقع بروبوليرز (الإنجليزية)
- آن ستروثر على موقع سبورتس رفرنس (الإنجليزية)